# Bulbophyllum lageniforme
Bulbophyllum lageniforme é uma espécie de orquídea (família Orchidaceae) pertencente ao gênero Bulbophyllum. Foi descrita por Frederick Manson Bailey em 1904.